# Дураков, Алексей Петрович
Алексе́й Петро́вич Дурако́в (1898—1944) — русский поэт, переводчик.

## Биография
Родился в семейном имении Дураково-Черкасское села Дураково Пензенской губернии. Отец — Пётр Алексеевич Дураков, из бедных дворян, управляющий чужих имений; мать — Анна Фёдоровна, урожд. Каменская.
В 1917 году окончил Симбирский кадетский корпус в чине фельдфебеля и поступил в Морское училище в Петрограде. 12 ноября 1917 года отправлен в заграничное плавание на вспомогательном крейсере «Орёл», побывал на Сахалине, в Японии и Китае. С 1 декабря 1918 г. учился в Морском училище во Владивостоке, которое окончил в январе 1920 года в звании корабельного гардемарина. 30 января 1920 года эвакуировался на «Орле» вместе с флотом. Побывав в Сингапуре, Индонезии, Индии, 12 августа 1920 года прибыл в Дубровник.
В 1921 г. поступил на философский факультет Белградского университета. Работал на стройке, на ткацкой фабрике, упаковщиком багажа в депо. В 1930 году, при содействии Е. В. Аничкова, завершил образование в университете в Скопье. Жил в г. Вране. Работал с трудными подростками в детском доме для сирот войны, преподавал в гимназии.
После оккупации Югославии в апреле 1941 года вместе с женой, Любовью Михайловной Лещук, примкнул к партизанскому движению. Занимался печатанием и распространением листовок; много ездил по стране и в соседние государства. Трижды сидел в тюрьмах — у болгарских фашистов, недичевцев, немцев. Осенью 1943 года отправлен из тюрьмы в Нюрнберг на принудительные работы. Вместе с женой, добровольно последовавшей за ним, работал на фабрике по 12 часов в сутки. В апреле 1944 года Любови Михайловне удаётся выхлопотать двухнедельный отпуск по болезни. Дураковы, дошедшие до крайней степени истощения, приехали в Белград; друзья переправили их на партизанскую территорию в черте Воеводины, где они стали бойцами Посавской партизанской бригады, в которой капитан-поручиком служил друг Дуракова И. Н. Голенищев-Кутузов.
Алексей Дураков погиб в бою на переправе через р. Саву у деревни Прогар (западнее Белграда); похоронен на берегу. Посмертно награждён орденом Отечественной войны II степени (указ Президиума Верховного Совета СССР от 18 ноября 1965).
На здании гимназии в городе Вране установлена мемориальная доска в его честь (1981).

## Творчество
Писать стихи начал в эмиграции; самое раннее из сохранившихся датируется 1921 г. Печатался в сборниках стихов Союза молодых поэтов и писателей в Париже, группы «Перекрёсток», кружков «Гамаюн» и «Литературная среда», а также в пражской «Воле России» и выборгском «Журнале Содружества». Вместе с И. Н. Голенищевым-Кутузовым и Е. Л. Таубер участвовал как переводчик в «Антологии новой югославянской лирики» (Белград, 1933). После войны вдова поэта, Л. М. Дуракова-Иванникова, и И. Н. Голенищев-Кутузов собрали в Белграде все сохранившиеся стихотворения Дуракова в машинописный сборник, оставшийся неизданным.

### Избранные публикации
- Дураков А. П. Один из солнечных лучей : собрание стихотворений / [сост., подгот. текста В. Резвого; науч. ред.: Е. В. Витковский; послесл. И. Голенищевой-Кутузовой]. — М.: Водолей Publishers, 2005. — 80 с. (Серия «Малый Серебряный век»).

## Комментарии
1. ↑  С 12 июня 1952 — село Луговое[2], ныне в Вадинском районе Пензенской области.